# Уилсон, Харри
Харри Уилсон (англ. Harry Wilson; род. 22 марта 1997, Рексем) — валлийский футболист, вингер английского футбольного клуба «Фулхэм».
В октябре 2013 года в возрасте 16 лет и 207 дней, Харри стал самым молодым футболистом сборной Уэльса, превзойдя показатель Гарета Бейла. Он также стал самым молодым в истории Ливерпуля «сборником».

## Клубная карьера

### «Ливерпуль»
Харри родился в Рексеме и учился в двуязычной средней школе в Лланголлене. Он впервые подписал контракт с «Ливерпулем» в качестве члена команды до 9 лет. В возрасте 15 лет он стал постоянным членом команды академии Ливерпуля. Во время сезона 2012/13 года Уилсон выступал за команду (до 18), параллельно играя за команду (до 16). В начале следующего сезона он был переведён в команду (до 18) на постоянное основе. В 2014 году Уилсон стал лучшим бомбардиром вместе с Шейи Оджо в кубке «Аякс Фьюче Кап».
В июле 2014 года, Уилсон подписал свой первый профессиональный контракт с клубом. Он участвовал в Юнешеской лиге УЭФА 2014—2015 в котором Ливерпуль дошёл до 1/8 финала, и забил решающий гол на 88-й минуте победного матча со счётом 3-2 против in юниоров мадридского Реала, проходившим «дома» 22 октября 2014 года.
11 июля 2015 был включён в состав первой команды на предсезонный тур 2015 года по странам Таиланд, Малайзия и Австралия. 16 августа назван лучшим нападающим Кубка Оттена (Нидерланды) 2015 года.
26 августа 2015 года, Уилсон перешёл на правах аренды в команду Лиги один Кру Александра до 5 января 2016 года. Его дебют состоялся в матче против Миллуолла, когда он заменил на 67-й минуте Дэвида Фокса. Матч, проходивший 12 сентября на стадионе Грести Роуд завершился поражением 1-3. Первое появление в стартовом составе случилось в выездной игре против Бертон Альбион, которая закончилась без голевой ничьей 20 октября. Уилсон был отозван из аренды 1 декабря.
28 июля 2016-го Харри Уилсон подписал новый контракт, и вскоре был назначен капитаном молодёжной команды до 23-х лет (U-23). За первую команду Ливерпуля дебютировал 18 января 2017 года в переигровке матча Кубка Англии против Плимут Аргайл, заменив на 65-й минуте Филиппе Коутиньо.
Уилсон был назван игроком года Академии Ливерпуля сезона 2017-18.

#### Аренда в «Халл Сити»
31 января 2018 года, Харри подписал новый контракт с Ливерпулем и сразу же отправился в аренду в Халл Сити до конца сезона. Первый матч за новую команду Уилсон провёл против команды Престон Норт Энд, выйдя на замену Фрейзера Кэмпбела на 69-й минуту, проигранного со счётом 2-1 матча на стадионе Дипдейл 3-го февраля.
Спустя неделю в матче против Ноттингем Форест Харри забил свой первый «профессиональный» гол, а его команда выиграла выездную встречу. В течение месяца он забил 2 гола, а также дважды ассистировал, тем самым обезопасив клуб от зоны вылета, при этом сам был награждён игроком месяца Март. Кроме того, он выиграл премию игрока месяца Чемпионшипа за Апрель 2018 года. Харри забил за Халл Сити 7 мячей за 13 матчей Чемпионшипа до конца срока аренды.

#### Аренда в «Дерби Каунти»
10 июля 2018 года Уилсон подписал улучшенный пятилетний контракт с «Ливерпулем». и через неделю перешёл в команду Чемпионшипа Дерби Каунти на правах годичной аренды, присоединившись к другим Валлийским игрокам к Тому Лоуренсу и Джо Ледли.
3 августа под руководством новоиспечённого тренера Фрэнка Лэмпарда, Дерби Каунти в составе с Харри Уилсоном начала старт кампании Чемпионшипа с победного матча с Редингом. 22 сентября Харри забил свой первый мяч за «баранов», сравняв счёт в матче против Брентфорда, а Дерби одержал домашнюю волевую победу 3-1. Три дня спустя он поразил ворота Манчестер Юнайтед со штрафного с расстояния 28 метров в матче 3-го раунда Кубка Англии, также забил с «точки» в серии послематчевых пенальти, завершившееся победой 8-7 (основное время матча — 2:2).

#### Аренда в «Борнмут»
6 августа 2019 года Харри Уилсон присоединился к «Борнмуту» на один сезон. 17 августа он забил свой первый гол за клуб в ворота «Астон Виллы» в гостевой победе со счетом 2:1.

#### Аренда в «Кардифф Сити»
16 октября 2020 футболист стал игроком «Кардифф Сити» на правах сезонной аренды. 18 декабря Уилсон дебютировал, заменив Грега Каннингема на 61-й минуте игры с «Престон Норт Энд». 1 мая 2021 года Харри отметился хет-триком в матче с «Бирмингем Сити».

### «Фулхэм»
24 июля 2021 года Уилсон перешел в «Фулхэм», заключив четырехлетний контракт.

## Карьера в сборной
Хорошо зарекомендовав себя на турнире Victory Shield и за юношескую сборную Уэльса до 17 лет на глазах главного тренера первой сборной страны Криса Коулмана, и в октябре 2013 года Харри Уилсон получил свой первый вызов в сборную Уэльса в возрасте 16-ти лет. Просидев на скамейки запасных весь матч против Македонии, которая завершилась 11 октября победой Уэльса со счётом 1-0, Уилсон дебютировал за главную команду страны спустя четыре дня, выйдя на замену Хэла Робсона-Кану на 87-й минуте матча против Бельгийской сборной. При этом он стал самым молодым в истории игроком сборной Уэльса, превзойдя достижение Гарета Бэйла на 108 дней. Также он стал самым молодым игроком Ливерпуля, выступающим за сборную своей страны в возрасте 16 лет 207-и дней, улучшив достижение Рахима Стерлинга, который в ноябре 2012 году сыграл за сборную Англии в возрасте 17-ти лет и 342 дней. Харри удостоился похвалы Криса Коулмана, который сказал: «Сейчас он почувствовал вкус того, что свяжет его со сборной Уэльса на ближайшие 10-15 лет»; также Крис отметил интерес сборной Англии к Уилсону. Дедушка Уилсона по материнской линии Питер Эдвардс выиграл около £125,000 после того как поставил ставку в размере £50 в букмекерской конторе William Hill на то, что его внук сыграет за сборную Уэльса, когда внуку было всего 18 месяцев от роду.
В июне 2015 года Уилсон снова присоединился к главной команде Уэльса по завершении сезона на базе в Кардиффе. 20 марта 2017 года он заменил травмированного Тома Лоуренса в заявке на матч отборочного турнира чемпионата мира 2018 года против сборной Ирландии.
Харри был включён в заявку сборной Уэльса на Кубок Китая в марте 2018-го. В первом же появлении в старте против хозяев турнира сборной Китая он забил гол, а полуфинальная встреча завершилась со счётом 6-0. К тому же, матч проходил на его 21-й день рождения. 16 октября этого же года сборная Уэльса выехала на матч Лиги Наций УЕФА для встречи со сборной Ирландии без Гарета Бэйла и Аарона Рэмзи. Харри забил единственный мяч со штрафного удара с дальней дистанции, похожий гол он забил за Дерби в ворота Манчестер Юнайтед. Главный тренер валлийцев Райан Гиггз, являющийся бывшим игроком скама в этой связи отшутился следующим образом: " Я думал оштрафовать его после того, как он забил на «Олд Траффорд», но сейчас я не буду штрафовать его.

## Статистика

### Клубная
| Клубы                   | Сезон            | Лига             | Лига  | Лига | Кубок Англии | Кубок Англии | Кубок лиги | Кубок лиги | Европа | Европа | Другие | Другие | Итого | Итого |
| Клубы                   | Сезон            | Лига             | Матчи | Голы | Матчи        | Голы         | Матчи      | Голы       | Матчи  | Голы   | Матчи  | Голы   | Матчи | Голы  |
| ----------------------- | ---------------- | ---------------- | ----- | ---- | ------------ | ------------ | ---------- | ---------- | ------ | ------ | ------ | ------ | ----- | ----- |
| Ливерпуль               | 2015-16          | АПЛ              | 0     | 0    | 0            | 0            | 0          | 0          | 0      | 0      | —      | —      | 0     | 0     |
| Ливерпуль               | 2016-17          | АПЛ              | 0     | 0    | 1            | 0            | 0          | 0          | 0      | 0      | —      | —      | 1     | 0     |
| Ливерпуль               | Итого            | Итого            | 0     | 0    | 1            | 0            | 0          | 0          | 0      | 0      | 0      | 0      | 1     | 0     |
| Кру Александра (аренда) | 2015-16          | Лига один        | 7     | 0    | 0            | 0            | —          | —          | —      | —      | 0      | 0      | 7     | 0     |
| Халл Сити (аренда)      | 2017-18          | Чемпионшип       | 13    | 7    | 1            | 0            | —          | —          | —      | —      | 0      | 0      | 14    | 7     |
| Дерби Каунти (аренда)   | 2018-19          | Чемпионшип       | 38    | 14   | 2            | 1            | 3          | 1          | —      | —      | 0      | 0      | 38    | 16    |
| Итого за карьеру        | Итого за карьеру | Итого за карьеру | 42    | 21   | 4            | 1            | 3          | 1          | 0      | 0      | 0      | 0      | 60    | 23    |

### Сборная
| Сборная        | Год   | Матчи | Голы |
| -------------- | ----- | ----- | ---- |
| Сборная Уэльса | 2013  | 1     | 0    |
| Сборная Уэльса | 2018  | 7     | 2    |
| Итого          | Итого | 8     | 2    |

### Голы за сборную
| № | Дата            | Место                              | Игры | Соперник | Счёт | Результат | Соревнование              | Ref    |
| - | --------------- | ---------------------------------- | ---- | -------- | ---- | --------- | ------------------------- | ------ |
| 1 | 22 марта 2018   | Гуанси Спорт Центр, Наньнин, Китай | 2    | Китай    | 4-0  | 6-0       | Кубок Китая 2018          | [ 44 ] |
| 2 | 16 октября 2018 | стадион Авива, Дублин, Ирландия    | 6    | Ирландия | 1-0  | 1-0       | Лига наций УЕФА 2018/2019 | [ 44 ] |

## Награды
Личные
- Чемпионшип PFA Игрок месяца: Апрель 2018[23]
- Ливерпуль Лучший игрок сезона Академии: 2017-18[45]